# Arno Schmidt
Pour les articles homonymes, voir Arno Schmidt (homonymie) et Schmidt.
Pour l’article ayant un titre homophone, voir Arnaud Schmitt.
Arno Otto Schmidt (né le 18 janvier 1914 – mort le 3 juin 1979) est un écrivain allemand. Dans une approche à la fois impertinente et rigoureuse de l’écriture, il a révolutionné la littérature allemande de la seconde moitié du XXe siècle.

## Biographie
Arno Schmidt est né à Hambourg en 1914. En 1928, après le décès de son père agent de police, sa mère ramène la famille à Lauban, en Silésie, d'où elle est originaire. Il écrit ses premiers poèmes en 1933 et entame des études de commerce à Görlitz qui le mènent à travailler dans les bureaux d’une grande fabrique de vêtements où il fait la rencontre d’Alice Murawski, avec qui il se mariera en 1937.
En 1935, il fait parvenir des poèmes à Hermann Hesse qui les accueille froidement et lance deux chantiers qui l’occuperont avec passion pendant de longues années : l'établissement d'une table de logarithmes à dix chiffres d’une part, et l’écriture d’une biographie monumentale de Friedrich de La Motte-Fouqué d'autre part.
Durant la Seconde Guerre mondiale, on l’intègre d’abord à l’artillerie légère en Alsace, puis il est muté en Norvège, comme commis aux écritures. En 1945, il demande à être affecté à une unité combattante pour pouvoir bénéficier d'une permission qui lui permettra, en février, d’aider sa femme à fuir vers l’ouest l’avance des  troupes russes. Il se rend aux Britanniques en avril et devient interprète au camp de prisonniers de Munster. Il est libéré fin décembre et est logé d’office, avec son épouse (en tant que réfugié de Silésie), à Cordingen, une région de landes qui lui rappelle son enfance.
Il publie sa première nouvelle, Léviathan, en 1949, non sans avoir tenté auparavant (en vain) de faire paraître sa table de logarithmes. À peine un an plus tard, il prend la décision « folle et suicidaire » de se consacrer entièrement à l’écriture. Il le paiera par de longues années d’extrême pauvreté : ses livres ne se sont que très peu vendus jusqu’à la fin des années cinquante.
En 1950, les Schmidt déménagent pour Gau-Bickelheim près de Mayence, et commencent à sillonner à bicyclette l'Allemagne du nord et l'est de la France à la recherche de documents sur Fouqué.
C’est à partir du milieu des années cinquante que son travail commence à rencontrer son public et à lui apporter des moyens de subsistance, qu'il lui faut néanmoins compléter par des travaux de traduction. Il écrit aussi pour la radio, notamment pour une série d’émissions sur de grands écrivains, tout en continuant à publier romans et nouvelles, et obtient des prix de plus en plus prestigieux. En 1955, la parution de Paysage lacustre avec Pocahontas lui vaut une mise en examen pour blasphème et pornographie (le procès n'aura pas lieu). L’année suivante, il découvre les textes de James Joyce puis de Sigmund Freud, qui seront une révélation pour lui. Il entreprend la traduction de Finnegans Wake.
En 1958, il publie enfin sa biographie de Fouqué, et achète une maison à Bargfeld, dans la Lande de Lunebourg, une région dans laquelle il puisera son inspiration pour le roman On a marché sur la lande. Il n’a de cesse de perfectionner son écriture et développe une pratique tout à fait unique, érudite, impertinente, et toujours plus novatrice. Son ardeur au travail, sa rigueur obsessionnelle et son caractère bourru donnent de lui l’image d’un personnage tout à fait pittoresque. En 1963, il commence à traduire Edgar Allan Poe et entame la rédaction de Zettel's Traum un livre « format atlas » de 1 334 pages, qui sera publié en 1969 en fac-similé du manuscrit, tant sa richesse est intranscriptible par les seules techniques typographiques. Il traduit James Fenimore Cooper, une de ses influences majeures, en 1975. Au fil des ans, son rythme d'écriture s'accélère considérablement, amenant à de nombreuses publications. Il meurt le 3 juin 1979 à Celle, d’une attaque cérébrale.

## Œuvre
« Jurer et pester, voilà ce que je veux, c’est mon métier, et il faut bien qu’on exerce son métier, non ?! » écrivait Arno Schmidt dans une lettre au peintre Ebberhard Schlotter. Marqué par le régime nazi, la guerre et l’après-guerre, il dénonce avec insolence les autorités totalitaires ainsi que toutes les formes de soumission à celles-ci. Autorités des nazis, notamment dans le roman Scènes de la vie d’un faune situé dans les derniers temps de la guerre : le fils du narrateur Düring, « bon élève des jeunesses hitlériennes, [présente une] raideur zélée qui est celle d’un mort-vivant… La perfection de ses garde-à-vous préfigure un beau destin de cadavre » ; autorités de la RDA, dans Cœur de pierre, qui dénonce « l’idiotie profonde des politiques en général et des tyrans de l’Est… en particulier » : un roman « féroce d’un bout à l’autre sur la sexualité, la littérature (des deux systèmes), la politique ». La lourde bienséance morale qui pèse sur l’Allemagne de l’Ouest d'Adenauer n’est pas épargnée non plus, notamment par la crudité des écrits érotiques jugée indécente à l'époque, comme le prouve sa mise en accusation pour sa nouvelle Paysage lacustre avec Pocahontas.
On retrouve encore ces traits dans les techniques d'écriture qu'emploie ou invente l'auteur. Ainsi joue-t-il avec les mots : en les accolant, en modifiant leur orthographe, en en inventant, etc., pour dégager des sens nouveaux ou ambigus. De même il utilise la ponctuation comme moyen direct d’expression, produisant du sens en faisant se succéder les signes de ponctuation sans y intercaler de mots. Cette inventivité formelle, élogieusement remarquée par de grands écrivains comme Martin Walser et Heinrich Böll, a révulsé une partie de la critique, qui y a vu « un gribouillis pathologique, un sténogramme d’asile de fous », passible de la « camisole de force ».
Néanmoins, la liberté de ton et de style d'Arno Schmidt s'accompagne d'un travail rigoureux (par exemple par la constitution et la catégorisation de milliers de fiches préparatoires au roman Zettel's Traum) et d'une érudition large qui transparaît dans un grand nombre de détails savants venant jalonner les récits (numismatique, mathématiques, etc.). Sa gigantesque biographie de La Motte-Fouqué en est un autre exemple.

## Distinctions
- 1951 : Grand Prix de l’Académie des sciences et des lettres de Mayence.
- 1964 : Prix Fontane de la ville de Berlin.
- 1965 : Prix de littérature de la Fédération des industries allemandes.
- 1973 : Prix Goethe de la ville de Francfort.

### Publications en français
(dans l'ordre chronologique inverse des traductions)
- Les Enfants de Nobodaddy, traduction de Nicole Taubes et Claude Riehl, Tristram, 2025[11]

- Scènes de la vie d’un faune. Traduction de Nicole Taubes, Tristram, 2011.
- Alexandre ou Qu'est-ce que la vérité?, Traduction de Claude Riehl, Tristram, 2008.
- Cosmas ou la Montagne du Nord. Traduction de Claude Riehl, Tristram, 2006.
- Goethe et un de ses admirateurs. Traduction de Claude Riehl, Tristram, 2006.
- On a marché sur la lande. Traduction, notes et postface par Claude Riehl. Tristram, 2005
- Le Cœur de pierre. Traduction de Claude Riehl, avec des notes et une postface du traducteur. Tristram, 2002.
- Tina ou de l’Immortalité. Traduction de Claude Riehl, suivi de Arno à tombeau ouvert par Claude Riehl. Tristram, 2001
- La République des savants. Traduction de Martine Vallette, avec la collaboration de Jean-Claude Hémery. Christian Bourgois éditeur, 2001.
- Histoires. Traduction et postface par Claude Riehl. Tristram, 2000.
- Vaches en demi-deuil. 10 récits champêtres. Traduction de Claude Riehl, avec une postface du traducteur. Tristram, 2000.
- Miroirs noirs. Traduction de Claude Riehl, Christian Bourgois éditeur, 1994.
- Roses & Poireau. Traduction de Claude Riehl, Dominique Dubuy et Pierre Pachet. Maurice Nadeau éditeur , 1994.
- Brand’s Haide. Traduction de Claude Riehl, Christian Bourgois éditeur, 1992.
- Léviathan. Traduction de Dominique Dubuy, Pierre Pachet, Jean-Claude Hémery et Claude Riehl. Christian Bourgois éditeur, 1991.
- Soir bordé d’or. Une farce-féerie. 55 Tableaux des Confins Rust(r)iques pour Amateurs de Crocs-en-langue. Traduction de Claude Riehl, Maurice Nadeau éditeur, 1991.
- Scènes de la vie d’un faune. Traduction de Jean-Claude Hémery, avec la collaboration de Martine Vallette. Postface de Jean-Claude Hémery. Christian Bourgois éditeur, 1991 / 2001.
- La République des savants. Traduction de Martine Vallette, avec la collaboration de Jean-Claude Hémery. Collection Les Lettres Nouvelles, Julliard, 1964.
- Scènes de la vie d’un faune. Traduction de  Jean-Claude Hémery, Julliard, 1962.

Claude Riehl, le principal traducteur d’Arno Schmidt en français, a obtenu en 2005 le prix de la traduction Gérard-de-Nerval (aujourd’hui prix Nerval-Goethe) décerné par la Société des gens de lettres et l’Institut Goethe.

### Essais et textes parus en revue
- Ma bibliothèque. Trad. : Hartmut Traub, Hans Hartje et Claude Mouchard. Notes de Hartmut Traube. Po&sie no 44, Éditions Belin, 1988.
- Le Poète et le critique. Trad. : Hartmut Traub, Hans Hartje et Claude Mouchard. Po&sie no 44, Éditions Belin, 1988.
- Remerciements pour le prix Goethe. Trad. : Aglaia I. Hartig. Po&sie no 57, Éditions Belin, 1991, ainsi qu'un dossier de la revue Il Particolare, dirigé par Jean-Pierre Cometti, 2006.

Des nouvelles sont parues dans les revues La Main de singe no 10 & 15-16, traduction de Claude Riehl, avec des photographies et un texte de Dominique Poncet dans le premier numéro, éditions Comp'Act, 1er trimestre 1994 et 2e trimestre 1995, ainsi que dans la revue l’Immature n°3 février/avril 1992: « Sortie scolaire », traduction de Gérard Cornillet.
On peut également lire un extrait de : Zettel’s Traum (ZT 547-552). Trad. : Claude Riehl. Antigone no 19, 1994.